# Silvia Karelly

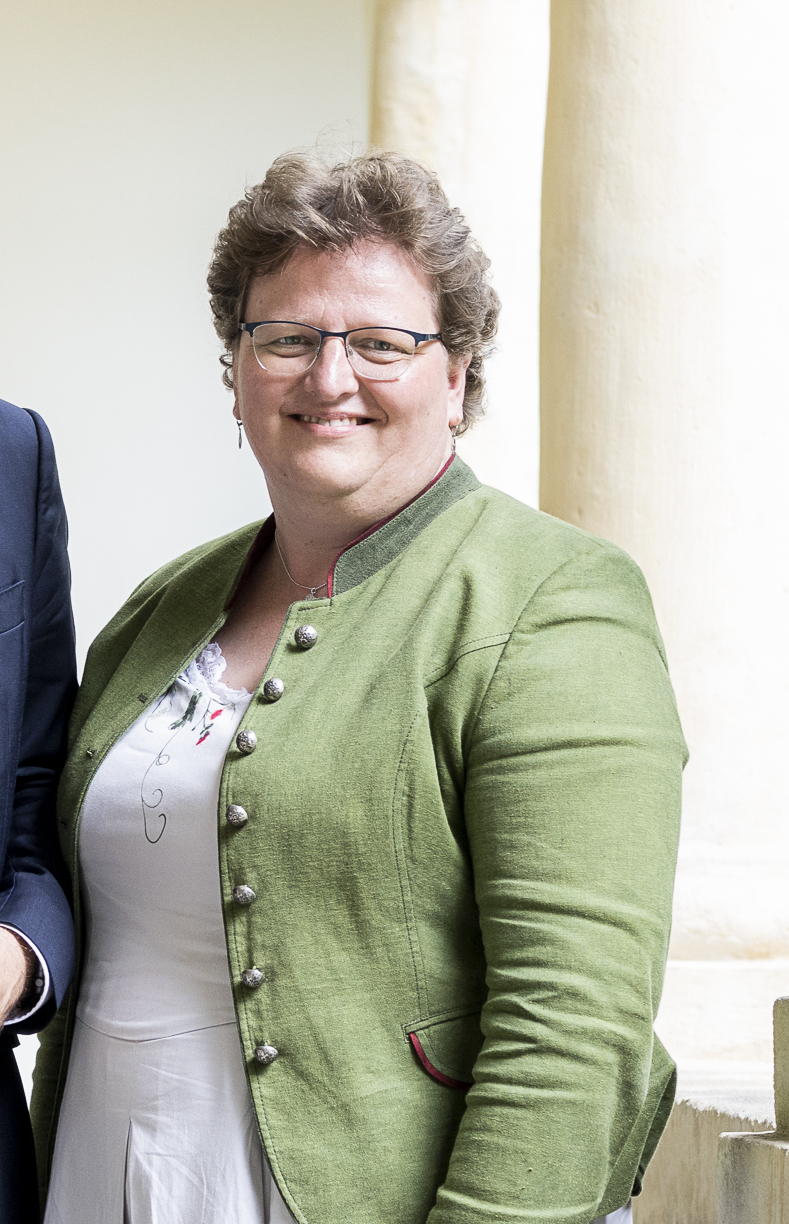
Silvia Karelly im Juni 2022

Silvia Karelly (* 30. Oktober 1977 in Bruck an der Mur) ist eine österreichische Politikerin der Österreichischen Volkspartei (ÖVP). Seit Jänner 2018 ist sie Bürgermeisterin der Gemeinde Fischbach in der Steiermark und seit dem 17. Dezember 2019 Abgeordnete zum Landtag Steiermark.

## Leben
Silvia Karelly besuchte nach der Volksschule in Fischbach und der Hauptschule in Birkfeld das dortige Bundesoberstufenrealgymnasium (BORG), wo sie 1996 maturierte. Anschließend begann sie ein Lehramtsstudium Deutsch und Italienisch an der Universität Graz. 1995 übernahm sie den elterlichen Bergbauernhof, den sie mit ihrem Mann und den drei gemeinsamen Töchtern im Nebenerwerb bewirtschaftet. 2003 trat sie in den Verwaltungsdienst der Gemeinde Fischbach ein, zwei Jahre später wurde sie Standesbeamtin.

### Politik
Ende 2017 legte der Fischbacher ÖVP-Bürgermeister Franz Doppelhofer sein Amt zurück. Mit 26. Jänner 2018 übernahm sie das Amt des Bürgermeisters von Fischbach, ohne vorher ein Mandat im Gemeinderat gehabt zu haben. Bei der Landtagswahl 2019 kandidierte sie auf dem 14. Listenplatz der Landesliste sowie hinter Hermann Schützenhöfer und Hubert Lang auf dem dritten Listenplatz im Landtagswahlkreis 2 (Oststeiermark). Am 17. Dezember 2019 wurde sie zu Beginn der XVIII. Gesetzgebungsperiode als Abgeordnete zum Landtag Steiermark angelobt, wo sie im ÖVP-Landtagsklub als Sprecherin für Kinderbetreuung und Volkskultur fungiert. Weitere Arbeitsschwerpunkte sind die kleinstrukturierte Landwirtschaft und die Entwicklung des ländlichen Raumes sowie die Themen Familie, Ausbildung, Gesundheit und Pflege.
Im Oktober 2020 wurde Silvia Karelly Vorsitzende des Regionalverbandes Oststeiermark. Nach der Landtagswahl in der Steiermark 2024 folgte ihr 2025 Manuel Pfeifer in dieser Funktion nach.